# 为无政府主义申辩
《为无政府主义申辩》是美国哲学家罗伯特·保罗·沃尔夫出版于1970年的一本书，沃尔夫在书中为哲学无政府主义站台。沃尔夫认为，个人的自律与国家的权威之间只可存一，而个人的自律不证自明，因此国家必然没有道德合法性。
《为无政府主义申辩》最早由哈珀–罗出版社出版，当时书名为《为无政府主义申辩：附对杰弗里·H·赖曼〈为政治哲学申辩〉的答复》（In Defense of Anarchism: With a Reply to Jeffrey H. Reiman's In Defense of Political Philosophy），后来又陆续出了五个版本，目前最新的一个版本是加州大學出版社1998年出版的版本。它被认为是无政府主义学者的一部经典作品。
简体中文版出版于2006年2月，由毛兴贵翻译。

## 摘要
本书主要内容分为三部分，依次为“权威与自律的冲突”、“传统民主制的解决方案”和“超越合法政府”。在第一部分中，沃尔夫就下结论称个人的道德自律与国家的道德合法性决不可能相容。
在第二部分中，沃尔夫阐述了自由民主制的几种形式，他具体研究了直接民主制、代议民主制和多数民主制，并借鉴了约翰·罗尔斯式关于共识决策实用性的论点。沃尔夫认为，共识的局限性在于要求参与者通常是理性利他的，而且相关的社群不会太大。他就此批判了民主代表的概念，指出代表是一种幻觉，因为代表并不服从其选民的意愿，而且在代表制中不可能不区分统治者和被统治者。
在第三部分中，沃尔夫从以上论据中得出结论，由于个人自律和政府合法性必然不相容，因此人们要么倒向无政府主义（哲学无政府主义），要么放弃自律，倒向显得最为正义和仁慈的某种形式的政府。若这个结论能够成立，那么民主制在先验意义上并不好于獨裁政體，因为二者都要求人们放弃自律。

## 反响
这本书不仅在学术圈和无政府主义者的圈子内备受好评，就连像穆瑞·羅斯巴德这样的無政府資本主義者也对其赞赏有加，虽然罗斯巴德的赞赏信让沃尔夫因为与“右派分子”一致而懊恼。
沃尔夫在书中假设了“国家”和“自律的个人”都是不变的实体，但托马斯·马丁在《社会无政府主义》批评了他的假设，并认为这种假设是“文艺复兴时期的人文主义、啟蒙時代的自由主义、以及标志工业时代的资本主义—中央权威联盟所产生的基本假设。”

## 扩展阅读
- Dagger, Richard. . Law and Philosophy. 2000, 19 (3): 391–406. ISSN 0167-5249. JSTOR 3505181. doi:10.2307/3505181.
- Ladenson, Robert F. . American Philosophical Quarterly. 1972, 9 (4): 335–341. ISSN 0003-0481. JSTOR 20009461.
- Riley, Patrick. . Nomos. 1978, 19: 294–319. ISSN 0078-0979. JSTOR 24219052.